# The Halls of Eternity
The Halls of Eternity è il quarto album della band black metal Ancient, pubblicato il 2 novembre 1999 dalla Metal Blade Records.

## Tracce
1. Cast into the Unfathomed Deeps - 01.56
2. Born in Flames - 03.59
3. The Battle of the Ancient Warriors - 05.24
4. A Woeful Summoning - 07.01
5. Cosmic Exile - 04.29
6. Spiritual Supremacy - 05.12
7. The Heritage - 08.12
8. I, Madman - 06.04
9. From Behind Comes the Sword - 04.46
10. The Halls of Eternity - 09.38
11. Arrival - 04.49

## Formazione
1. Aphazel – voce, chitarra, basso e tastiera
2. Deadly Kristin – voce
3. Krigse - batteria